# Самбо на летних Азиатских играх 2018
Соревнования по самбо на летних Азиатских играх 2018 года, состоявшихся в Индонезии, проходили с 31 августа по 1 сентября.

## Общий медальный зачёт
| Место | Страна      | Золото | Серебро | Бронза | Всего |
| ----- | ----------- | ------ | ------- | ------ | ----- |
| 1     | Казахстан   | 2      | 0       | 3      | 5     |
| 2     | Монголия    | 1      | 2       | 1      | 4     |
| 3     | Узбекистан  | 1      | 1       | 2      | 4     |
| 4     | Таджикистан | 0      | 1       | 1      | 2     |
| 5     | Япония      | 0      | 0       | 1      | 1     |
| Всего | Всего       | 4      | 4       | 8      | 16    |

## Медалисты

### Мужчины
| Категория | Золото                           | Серебро                     | Бронза                           |
| --------- | -------------------------------- | --------------------------- | -------------------------------- |
| До 52 кг  | Баглан Ибрагим Казахстан         | Шалуын Эрдэнбатор Монголия  | Беймбет Канжанов Казахстан       |
| До 52 кг  | Баглан Ибрагим Казахстан         | Шалуын Эрдэнбатор Монголия  | Ахмад Рахматилоев Узбекистан     |
| До 90 кг  | Камолиддин Холмаматов Узбекистан | Умед Хасанбеков Таджикистан | Комроншох Устопириён Таджикистан |
| До 90 кг  | Камолиддин Холмаматов Узбекистан | Умед Хасанбеков Таджикистан | Алибек Зекенов Казахстан         |

### Женщины
| Категория | Золото                         | Серебро                          | Бронза                      |
| --------- | ------------------------------ | -------------------------------- | --------------------------- |
| До 48 кг  | Ганбатарын Наранцэцэг Монголия | Басансурэнын Ойдовчимэд Монголия | Нодира Гулова Узбекистан    |
| До 48 кг  | Ганбатарын Наранцэцэг Монголия | Басансурэнын Ойдовчимэд Монголия | Айжан Жилкибаева Казахстан  |
| До 68 кг  | Дилдаш Курышбаева Казахстан    | Нилуфар Давлетова Узбекистан     | Цогочирын Батцэцэг Монголия |
| До 68 кг  | Дилдаш Курышбаева Казахстан    | Нилуфар Давлетова Узбекистан     | Нацуки Томи Япония          |